# Sonny Angel
 (janvier 2024).
La mise en forme du texte ne suit pas les recommandations de Wikipédia : il faut le « wikifier ».
Les points d'amélioration suivants sont les cas les plus fréquents. Le détail des points à revoir est peut-être précisé sur la page de discussion.
- Les titres sont pré-formatés par le logiciel. Ils ne sont ni en capitales, ni en gras.
- Le texte ne doit pas être écrit en capitales (les noms de famille non plus), ni en gras, ni en italique, ni en « petit »…
- Le gras n'est utilisé que pour surligner le titre de l'article dans l'introduction, une seule fois.
- L'italique est rarement utilisé : mots en langue étrangère, titres d'œuvres, noms de bateaux, etc.
- Les citations ne sont pas en italique mais en corps de texte normal. Elles sont entourées par des guillemets français : « et ».
- Les listes à puces sont à éviter, des paragraphes rédigés étant largement préférés. Les tableaux sont à réserver à la présentation de données structurées (résultats, etc.).
- Les appels de note de bas de page (petits chiffres en exposant, introduits par l'outil «  Source ») sont à placer entre la fin de phrase et le point final[comme ça].
- Les liens internes (vers d'autres articles de Wikipédia) sont à choisir avec parcimonie. Créez des liens vers des articles approfondissant le sujet. Les termes génériques sans rapport avec le sujet sont à éviter, ainsi que les répétitions de liens vers un même terme.
- Les liens externes sont à placer uniquement dans une section « Liens externes », à la fin de l'article. Ces liens sont à choisir avec parcimonie suivant les règles définies. Si un lien sert de source à l'article, son insertion dans le texte est à faire par les notes de bas de page.
- La présentation des références doit suivre les conventions bibliographiques. Il est recommandé d'utiliser les modèles {{Ouvrage}}, {{Chapitre}}, {{Article}}, {{Lien web}} et/ou {{Bibliographie}}. Le mode d'édition visuel peut mettre en forme automatiquement les références.
- Insérer une infobox (cadre d'informations à droite) n'est pas obligatoire pour parachever la mise en page.

Pour une aide détaillée, merci de consulter Aide:Wikification.
Si vous pensez que ces points ont été résolus, vous pouvez retirer ce bandeau et améliorer la mise en forme d'un autre article.
Sonny Angel est une gamme de figurines de chérubins créées par le fabricant de jouets japonais Toru Soeya, PDG de la société japonaise Dreams. Son surnom, "Sonny", a inspiré le nom du personnage. Les Sonny Angels sont vendus dans des boîtes surprises, pouvant se décliner en différents couvre-chefs, et parfois tenues, dans diverses séries. Le slogan de Sonny Angel est "Il peut vous apporter le bonheur".
Les Sonny Angels connaissent un succès mondial depuis 2023, accentué par les réseaux sociaux et les influenceurs. Certains modèles rares font l'objet de spéculation, leur prix de revente pouvant s'envoler.
Près de 3 millions de ces petites figurines auraient été vendues dans le monde en 2023.
Les Sonny Angels existent également sous forme de "hipper", des petites figurines qui peuvent se coller sur les "smartphones ou ordinateurs".
Plusieurs figurines de ce type peuvent maintenant être trouvées un peu partout, et pas forcément de la même société comme les Smiski.
Ces petites figurines qui font ravage sont désignés comme les nouveaux phénomènes de la génération Z, remplaçant d'autres tel que "les tamagoshi ou encore les cartes pokémon"

## Origines
Le premier modèle, mis sur le marché le 15 mai 2004, est une poupée de 18 cm. Soeya, son concepteur, s'est inspiré du personnage américain Kewpie, popularisé au Japon par la marque de Mayonnaise Kewpie, qui en a fait sa mascotte. Sonny est ensuite devenu une mini-figurine. Il est vendu dans 33 pays.
Celui-ci est décrit comme le meilleur ami de Sonny, capable de changer de couleurs pour se camoufler et se déguiser avec Sonny. Comme les Sonny Angels sont vendus en pochettes surprises, les collectionneurs ont 1 chance sur 144de tomber sur un Robby.

## Dans les médias

### articles de presse
Sonny Angel est présenté dans le New York Times le 6 avril 2023, dans l'article "Pourquoi les gens aiment-ils cette petite poupée ?", Sonny étant décrit comme un "chérubin fictif de 2 ans conçu pour être un petit compagnon pour les femmes actives dans la vingtaine, faisant face aux stress de l'âge adulte". L'article est rédigé après une rencontre de passionnés de Sonny Angel à Washington Square Park, événement sponsorisé par le magasin de jouets an.mé, situé à West et East Village à Manhattan.
BuzzFeed a également couvert cette rencontre dans son article "Cette poupée virale à tête de fruit et son petit pénis est le soutien émotionnel de tout le monde"  du 5 avril 2023, dont le titre fait référence à la nature nue de la poupée. Sonny est presque toujours nu, il ne porte habituellement qu'un couvre-chef, même s'existe quelques séries limitées où il est habillé. Il arrive que des utilisateurs lui ajoutent des petits pantalons tricotés au crochet, ou autres petits vêtements de jouets et figurines compatibles, comme ceux des Calico Critters.
Les figurines Sonny Angel ont également reçu une attention notable dans les médias francophones, en particulier dans un article approfondi d'Urbania.ca. L'article, intitulé "Mais quel est ce culte autour des poupées Sonny Angel ?", offre un aperçu détaillé du phénomène Sonny Angel à Montréal. Selon la vendeuse de la boutique Kumiz, située à l'extrémité ouest de l'avenue Mont-Royal, Kumiz est le seul magasin montréalais à vendre ces figurines très recherchées.

### Posté par des célébrités
Bella Hadid a posté une photo de l'exposition Sonny Angel depuis le mur d'an.mé le 26 décembre 2022.
Debby Ryan a publié une photo de son Sonny aubergine de la série Légumes le 8 mai 2023 

## Mini figurine (série régulière)
Sonny Angel propose une collection continue appelée les séries "régulières". Ces séries sont vendues sur une période prolongée. Chaque série compte douze Sonny Angels listés dont les images apparaissent sur la boîte, ainsi qu'un Sonny secret et un Robby. Ces séries ont été peaufinées en 2018 et 2019, entraînant quelques modifications mineures de Sonny et une mise à jour de l'emballage, mais les personnages sont restés les mêmes. Il y a actuellement neuf séries régulières, qui elles sont les suivantes :

### Série animale 1
Les douze répertoriés sont le lapin, l'éléphant, le panda, le paresseux (nouveau), le tigre, l'ours blanc, le coq, le dalmatien, la grenouille, le koala, le singe et le hibou. Le secret est un tamia. Le Robby est vert.
La série animale 1 non raffinée (série de Sonny Angel fabriquée avant 2018 avec des yeux plus larges et un visage plus fin) comprend le lapin, l'éléphant, le panda, le tigre, le coq, le dalmatien, la grenouille, le koala (raffiné), le singe, le paresseux (abandonné), le guépard (abandonné), le crocodile (abandonné) et le lion (abandonné). Le secret est un tamia. Le Robby est vert.

### Série animale 2
Les douze répertoriés sont la souris, le petit panda, le hérisson (nouveau), le faon, le canard (nouveau), la vache, le caméléon, l'uribou, la mouffette (nouveau), le mouton, le renne et le cochon. Le secret est un Kappa. Le Robby est rose.
La série animale 2 non raffinée comprend la souris, le petit panda (raffiné), le faon, la vache, l'uribou, le mouton, le renne, le cochon, la girafe (abandonné), la perruche (abandonnée), le rhinocéros (abandonné) et l'ours blanc (abandonné).

### Série animale 3
Les douze répertoriés sont le perroquet, le rhinocéros, le serpent, le caniche jouet, le zèbre, l'American Shorthair, le chihuahua, le crocodile, le bouledogue français, la girafe, le lapin à oreilles tombantes et l'ara. Le secret est la Licorne. Le Robby est orange.

### Série animale 4
Les douze répertoriés sont l'hippopotame, le cheval, le lion, le paon, le Shiba Inu, l'alpaga, le fourmilier, le buffle, le chat Calico, le guépard, la chèvre et le gorille. Le secret est un Dragon. Le Robby est bleu clair.

### Série de fleurs
Les douze répertoriés sont la rose, la fleur de cerisier, le coquelicot, le tournesol, le cactus, la gloire du matin, la lys, l'hortensia, la pensée, l'œillet, le gland et la tulipe. Le secret est une abeille. Le Robby est violet.

### Série de fruits
Les douze répertoriés sont la framboise, la pêche, l'orange, la poire, la fraise, le raisin, la pastèque, le melon, le durian, le fruit du dragon, l'ananas et la pomme. Le secret est une feuille de semence. Le Robby est jaune.

### Série marine
Les douze répertoriés sont le requin, la méduse, le dauphin, le phoque, l'hippocampe, la baleine, le poisson clown, la coquille, le pingouin, la manta, le poisson-globe et l'étoile de mer. Le secret est une Tortue. Le Robby est bleu foncé.

### Série bonbons
Les douze répertoriés sont Cream Puff, Cupcake, Fruit Tart, Ice Cream, Jellybeans, Konpeito, Pancake, Popcorn, Pudding, Candy, Cookie et Strawberry Shortcake. Le secret est un chef. Le Robby est rose.

### Série de légumes
Les douze répertoriés sont la carotte, la tomate, l'ail, la courgette, l'oignon, le radis, le poivron vert, l'aubergine, le bok choy, le maïs, le chou-fleur et le chou. Le secret est un champignon. Le Robby est turquoise.

## Séries limitées
Certaines des séries de ces petites figurines sont mises en ventes de manière unique ou occasionnelle (seulement lors de fêtes par exemple). A noter que des restockes de ces séries arrivent tout de même de temps en temps. Il y a actuellement les séries limitées suivantes : 
- Série I love Rainy Day
- Série Flower Gift
- Série Cherry Blossom Hanami
- Série Cherry Blossom Night
- Série Kiss Kiss
- Série Christmas Diner
- Série Christmas Ornament
- Série Dog Time
- Série Cat Life
- Série Donna Wilson
- Série Dinosaures
- Série Home Sweet Home
- Série Circus
- Série Seoul
- Série Jeju Island
- Série New York
- Série Winter wonderland
- Série Musiciens
- Série Sky color
- Série Wonderland
- Série Enjoy the Moment
- Série Gifts of Love
- Série H Family
- Série Happy Birthday
- Série Birthday Bear
- Série Space Adventure
- Série Candy Store
- Série Japanese Good luck
- Série Chinoiserie